# Subterranean Jungle
Pour les articles homonymes, voir Subterranean (homonymie).
Albums de Ramones
Pleasant Dreams
(1981) Too Tough to Die
(1984)
Subterranean Jungle est le septième album des Ramones. Il a obtenu la 83e place du Billboard.

## Musiciens
Joey Ramone - Chant
Dee Dee Ramone - Basse
Johnny Ramone - Guitare
Marky Ramone - Batterie
Billy Rogers qui joue de la batterie dans Time Has Come Today.

## Liste des pistes
1. Little Bit O' Soul (Carter/Lewis) – 2:43
2. I Need Your Love (Bobby Dee Waxman) – 3:03
3. Outsider (Dee Dee Ramone) – 2:10
4. What'd Ya Do? (Joey Ramone) – 2:24
5. Highest Trails Above (Dee Dee Ramone) – 2:09
6. Somebody Like Me (Dee Dee Ramone) – 2:34
7. Psycho Therapy (Dee Dee Ramone, Johnny Ramone) – 2:35
8. Time Has Come Today (Willie and Joseph Chambers) – 4:25
9. My-My Kind Of A Girl (Joey Ramone) – 3:31
10. In the Park (Dee Dee Ramone) – 2:34
11. Time Bomb (Dee Dee Ramone) – 2:09
12. Everytime I Eat Vegetables It Makes Me Think of You (Joey Ramone) – 3:04